# Мавритания на летних Олимпийских играх 1988
Мавритания принимала участие в Летних Олимпийских играх 1988 года в Сеуле (Республика Корея) во второй раз за свою историю, но не завоевала ни одной медали.